# Stengården Station
Stengården Station er en S-togs-station der ligger i udkanten af Bagsværd. Stationen ligger på Farumbanen/Hareskovbanen og åbnede som S-togs-station 25. september 1977. Før det var det et trinbræt på København-Slangerup Banen, indviet i 1929. Fra 1954: København-Farum banen.
Adgang til stationen sker fra en stationsforplads/parkeringsplads ved Gammelmosevej, hvor der er stoppesteder for buslinje 68 mod Lyngby og Bella Center. Der er kun adgang i den ene ende af stationen. 
Stationens passagertal var vigende i begyndelsen af 1990'erne, måske pga. nedskæring i bustrafikken (1989) og bortfald af myldretidstog (1992) – desuden fik kvarteret præg af sølvbryllupskvarter. De seneste år har dog budt på et stigende børnetal i området – og et stigende passagertal. Fra sommeren 2007 indføres for første gang 10-minutters drift fra Stengården i dagtimerne.

## Layout
Stationen har gennem sin levetid haft flere forskellige udformninger; indvendige som udvendige. Den første indretning af stationen var, ganske klassisk for DSB's stationer i slutningen af 1970'erne og starten af 1980'erne, udført med sorte træpaneler på ydersiden af stationen, beklædt med røde fendere og døre, mens indersiden blev holdt i gule nuancer.
I 2007 var stationen genstand for en mindre renovering, hvor billetkontoret, der havde været lukket i nogle år, efter svigtende salg af fysiske billetter, blev revet ned, mens de røde fendere blev malet grå. Ved endnu en renovering i 2016 blev fenderne endnu engang malet røde, mens underetagens indervæg blev malet mørkegrå. Endelig blev der på væggene i trappeopgangen, samt på øverste etages indervægge opsat keramiske plader, ligeledes i postkasserød. De keramiske plader har vist sig at være utroligt slidstærke over for hærværk, og graffiti kan nemmere vaskes væk fra pladerne end fra en betonvæg.

## Galleri
- Stationen set fra Gammelmosevej.
- Cykelparkering hvor billetkontoret tidligere var.
- Trapperummet der er holdt i røde farver.
- Perronen der er delvist overdækket.
- Let afskærmede bænke.
- Linje B på stationen.

## Antal rejsende
Ifølge Østtællingen var udviklingen i antallet af dagligt afrejsende med S-tog:
| År   | Antal | År   | Antal | År   | Antal | År   | Antal |
| ---- | ----- | ---- | ----- | ---- | ----- | ---- | ----- |
| 1957 | -     | 1974 | -     | 1991 | 757   | 2001 | 741   |
| 1960 | -     | 1975 | -     | 1992 | 838   | 2002 | 741   |
| 1962 | -     | 1977 | 668   | 1993 | 683   | 2003 | 688   |
| 1964 | -     | 1979 | 1.000 | 1995 | 639   | 2004 | 739   |
| 1966 | -     | 1981 | 1.190 | 1996 | 668   | 2005 | 653   |
| 1968 | -     | 1984 | 1.031 | 1997 | 619   | 2006 | 697   |
| 1970 | -     | 1987 | 982   | 1998 | 711   | 2007 | 868   |
| 1972 | -     | 1990 | 949   | 2000 | 730   | 2008 | 781   |